# Psychophora phocataria
Psychophora phocataria är en fjärilsart som beskrevs av Alpheus Spring Packard 1876. Psychophora phocataria ingår i släktet Psychophora och familjen mätare. Inga underarter finns listade.